# سید محمدرضا سنوسی
سید محمدرضا سنوسی (متولد ۲۰ اکتبر ۱۹۶۲) پسر ولیعهد حسن سنوسی لیبی و ولیعهد فوزیه بنت طاهر بیکر است. او که در طرابلس به دنیا آمد، توسط سلطنت طلبان لیبی به عنوان وارث قانونی تاج سنوسی لیبی شناخته می‌شود. محمدرضا سنوسی از زمان آغاز جنگ داخلی لیبی، مفسر فعال در امور لیبی بوده است. سنوسی علناً از تظاهرات علیه رژیم قذافی حمایت کرد و در عین حال از بازگرداندن صلح حمایت کرد.